# Rüdiger Suhr
Rüdiger Suhr (* 7. Januar 1968) ist ein ehemaliger Fußballspieler aus der DDR.

## Werdegang
Am 13. Dezember 1986 debütierte Rüdiger Suhr während des Auswärtsspiels von Hansa Rostock bei der BSG Schiffahrt/Hafen Rostock. An jenem 17. Spieltag der DDR-Fußball-Liga 1986/87 wurde er in der 77. Spielminute für Axel Kruse eingewechselt. Im weiteren Verlauf der Saison erhielt er noch einen weiteren Einsatz in der ersten Männermannschaft von Hansa und stieg mit der Kogge als Zweitliga-Meister der Staffel Nord in die höchste Spielklasse der ehemaligen DDR auf. Hansa-Trainer Werner Voigt verzichtete in der Folgesaison allerdings auf die Dienste Suhrs im Fußball-Oberhaus, sodass dieser Einsätze in der zweiten Mannschaft der Rostocker, die ebenfalls aufgestiegen waren und in der Saison 1987/88 in der DDR-Liga spielberechtigt waren, erhalten sollte. Nach nur zwei Kurzeinsätzen für die Reserve des F.C. Hansa Rostock am Anfang der Saison, wechselte Suhr im September 1988 ligaintern zur ASG Vorwärts Stralsund. Am 7. Spieltag lief er erstmals für die Stralsunder beim Auswärtsspiel in Eisenhüttenstadt auf und kam bis zum Saisonende auf weitere 11 Liga-Einsätze sowie einem im FDGB-Pokal gegen Dynamo Dresden II, welches mit 0:2 verloren wurde. In Saison 1988/89 absolvierte Suhr lediglich noch zwei Spiele für die Armeesportgemeinschaft Vorwärts Stralsund und verließ die ASG nach Ablauf der Spielzeit, erneut ligaintern, in Richtung Ludwigsfelde. In Ludwigsfelde bestritt er 30 von 34 möglichen Spiele in Saison 1989/90 und erzielte zusammen sechs Tore. Mit der Betriebssportgemeinschaft (BSG) Motor Ludwigsfelde traf Suhr am 26. August 1989 in der ersten Runde des FDGB-Pokals auf Lok Leipzig und schied nicht überraschend gegen den Spitzenclub im 0:2 aus.

## Erfolge
- 1987 Aufstieg in die DDR-Oberliga: (mit Hansa Rostock)